# Ellipsopolymorphina
Ellipsopolymorphina es un género de foraminífero bentónico de la subfamilia Ellipsoidininae, de la familia Ellipsoidinidae, de la superfamilia Pleurostomelloidea, del suborden Buliminina y del orden Buliminida. Su especie tipo es Dimorphina deformis. Su rango cronoestratigráfico abarca desde el Luteciense (Eoceno medio) hasta el Plioceno.

## Discusión
Clasificaciones previas incluían Ellipsopolymorphina en la subfamilia Pleurostomellinae de la familia Pleurostomellidae, y en el suborden Rotaliina del orden Rotaliida.

## Clasificación
Ellipsopolymorphina incluye a las siguientes especies:
- Ellipsopolymorphina curta †
- Ellipsopolymorphina deformis †
- Ellipsopolymorphina fornasinii †
- Ellipsopolymorphina fragilis †
- Ellipsopolymorphina occidentalis †
- Ellipsopolymorphina pendula †
- Ellipsopolymorphina velascoensis †
- Ellipsopolymorphina zuberi †